# Willy Osterrieth
Willy Edgard Marie Ghislain Osterrieth (ur. 27 października 1908 w Antwerpii, zm. 8 marca 1931 w Kalibaroe w Holenderskich Indiach Wschodnich) – belgijski szermierz, złoty medalista mistrzostw świata.
Podczas mistrzostw świata w Liège w 1930 roku (oficjalnie zawody tego cyklu rozgrywane są pod tą nazwą dopiero od 1937) Belgowie w składzie: Émile Barbier, Xavier De Beukelaer, Charles Debeur, Charles Delporte, Willy Osterrieth i Léon Tom zdobyli złoty medal w szpadzie drużynowej. Był to jego jedyny medal zdobyty w zawodach międzynarodowych.
Osterrieth zginął w wypadku na polowaniu w okolicach Kalibaroe na Jawie.